# Mischocyttarus thrypticus
Mischocyttarus thrypticus är en getingart som beskrevs av Richards 1945. Mischocyttarus thrypticus ingår i släktet Mischocyttarus och familjen getingar. Inga underarter finns listade i Catalogue of Life.